# Jakubkowo (województwo warmińsko-mazurskie)
Jakubkowo – wieś w Polsce położona w województwie warmińsko-mazurskim, w powiecie nowomiejskim, w gminie Grodziczno.
W latach 1975–1998 miejscowość administracyjnie należała do województwa toruńskiego.

## Zabytki
Do wojewódzkiego rejestru zabytków wpisane są obiekty:
- zespół pałacowo-parkowy, k. XIX, XX, 
  - pałac; w roku 1920 majątek kupił Kazimierz Lambert. W okresie międzywojennym funkcjonowała cegielnia oraz gorzelnia. W latach powojennych budynkiem administrowało Nadleśnictwo i Gminna Spółdzielnia, a następnie mieszkało w nim kilka rodzin. Obecnie (2013) stanowi zespół pałacowo-parkowy o powierzchni 4,6 ha z końca XIX w. wraz z przylegającym sadem orzechowym[4].
  - park
  - obora.

## Inne miejscowości o nazwie Jakubkowo
- Jakubkowo